# هيماتوكسيلين
هيماتوكسيلين مركب كيميائي طبيعي المنشأ صيغته C16H14O6 ويوجد في الشروط القياسية على هيئة صلب بني مصفر.
يستخلص مركب هيماتوكسيلين من اللب الداخلي لخشب أشجار خشب البقم (الاسم العلمي: Haematoxylum campechianum). ويستخدم بشكل كبير على هيئة صباغ طبيعي في عمليات الصبغ في مجال علم الأنسجة.

## الاستخدامات
يستخدم هيماتوكسيلين في عدة مجالات منها
- استخدامه صباغاً طبيعياً في عمليات الصبغ في مجال علم الأنسجة؛ وهو عادة ما يتلوه ملون مباين من اليوزين.[3][5][6] ويعد هذا الأسلوب من استخدام صبغة الهيماتوكسيلين واليوزين أسلوباً شائعاً في ممارسات علم الأنسجة.[7]
- له استخدام تاريخي في مجال الأحبار؛[8][9][10][11] وفي مجال صباغة النسيج ودباغة الجلود.[12][13]